# Bajt Dżibrin
Bajt Dżibrin (arab. ‏بيت جِبْرِين‎) – nieistniejąca już palestyńska wieś, która była położona w Dystrykcie Hebronu w Mandacie Palestyny. Wyludniona i zniszczona podczas I wojny izraelsko arabskiej (an-Nakba), po ataku Sił Obronnych Izraela w dniu 27 października 1948.

## Położenie
Bajt Dżibrin leżała wśród wzgórz Szefeli, na północny zachód od miasta Hebron. Według danych z 1945 do wsi należały ziemie o powierzchni 56 185 ha. We wsi mieszkało wówczas 2430 osób.
| własność gruntów | powierzchnia gruntów (hektary) |
| ---------------- | ------------------------------ |
| Arabowie         | 54 962                         |
| Żydzi            | 1 008                          |
| publiczne        | 215                            |
| Razem            | 56 185                         |

| Rodzaj użytkowanych gruntów | Arabowie (hektary) | Żydzi (hektary) |
| --------------------------- | ------------------ | --------------- |
| uprawy nawadniane           | 2477               | 0               |
| uprawy oliwek               | 3500               | 0               |
| uprawy zbóż                 | 30 801             | 815             |
| nieużytki                   | 21 612             | 193             |
| zabudowane                  | 287                | 0               |

## Historia
Folklor ludowy mówi, że miejsce nazywane Bajt Dżibrin było pierwotnie zamieszkane przez Kananejczyków. W czasach starożytnego Izraela znajdowało się tutaj miasto Maresza, które zostało zniszczone przez Partów. Mieszkańcy uciekli wówczas do położonej na północy osady Bet Guwrin. Aż do powstania Machabeuszów było to gęsto zaludnione żydowskie miasteczko, które następnie zajęli Rzymianie.
Cesarz Septymiusz Sewer nadał miastu prawa miejskie. Zmienił też jego nazwę na Eleutheropolis (Ἐλευθερόπολις – „Miasto Wolności”) i zwolnił mieszkańców z płacenia podatków. Miasto zajmowało wówczas powierzchnię 65 hektarów (było większe od Jerozolimy), wybudowano w nim liczne budynki użyteczności publicznej, akwedukty i duży amfiteatr. Epifaniusz z Salaminy od 333 kierował założonym przez siebie ośrodkiem monastycznym. Wykopaliska archeologiczne potwierdzają, że Eleutheropolis było bogatym miastem, w którym mieszkali żydzi i chrześcijanie.
Na początku VII wieku miasto przeszło pod panowanie Arabskie, zmieniając nazwę na Ajlun. W latach 788 i 796 zostało zniszczone przez beduińskie plemiona, które chciały zniszczyć chrześcijańskie wpływy w regionie. W 985 miasto zostało zburzone, a jego mieszkańcy wzięci do niewoli. W okresie panowania krzyżowców, w 1135 król Fulko V wzniósł w tym miejscu zamek obronny. Rok później król podarował zamek Zakonowi Rycerskiemu Szpitalników. W 1168 utworzyli oni tutaj kolonię Franków, nazwaną „Bethgibelin”. W 1187 zamek zdobyła armia Saladyna, który nakazał rozebranie tutejszych fortyfikacji. W następnych wiekach Bajt Dżibrin rozwijało się jako niewielkie miasteczko służące jako stacja pocztowa.

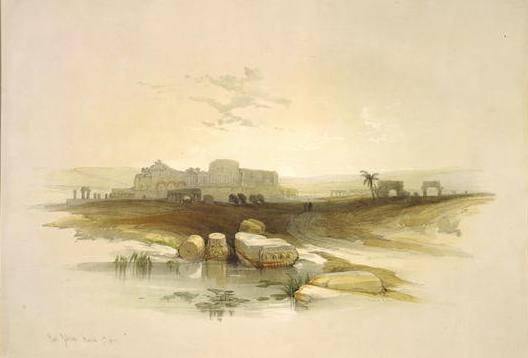
Wieś Bajt Dżibrin, 1839

W okresie panowania osmańskiego, w 1552 Sulejman Wspaniały częściowo odbudował tutejszy zamek. Pełnił on funkcję strażnicy chroniącej szlak handlowy pomiędzy Gazą a Jerozolimą. W 1596 w osadzie mieszkało 50 muzułmańskich rodzin, które utrzymywały się z uprawy pszenicy, jęczmienia, sezamu i hodowli kóz. W XIX wieku na czele społeczności Bajt Dżibrin stał klan rodziny Azza. Gdy w 1840 rodzina Azza dołączyła do buntu przeciwko panowaniu Imperium Osmańskiego i odmówiła płacenia podatków, Turcy podjęli próbę pokonania tutejszych liderów arabskich. Klan Azza podporządkował się pod wywodzący się z Hebronu klan Amr, i razem skutecznie przeciwstawili się Turkom. Dopiero Kamil Pasha w 1885 przywrócił porządek w regionie Hebronu i Bajt Dżibrin. Jednak wojny plemienne i epidemie, które dotknęły okolicę, przyniosły znaczny upadek osady, która zmniejszyła się do wielkości wsi.
W okresie panowania Brytyjczyków Bajt Dżibrin częściowo odzyskała swoją rangę. Gdy w 1920 wybuchła epidemia malarii zmarło 157 mieszkańców wsi. Brytyjczycy nakazali wówczas uszczelnienie otwartych studni, poprawienie systemu nawadniania pól i rozdali mieszkańcom chininę. Podczas Arabskiej Rewolty (1936–1939) w dniu 10 stycznia 1938 grupa uzbrojonych Arabów zabiła przy Bajt Dżibrin znanego brytyjskiego archeologa Jamesa Starkeya. W 1945 we wsi mieszkało 2430 mieszkańców. Znajdowały się tutaj dwie szkoły, przychodnia zdrowia, przystanek autobusowy oraz posterunek brytyjskiej policji mandatowej. Był tu także jeden meczet oraz miejsce pochówku (grobowiec – sanktuarium) Tamim Abu Ruqayya. Rezolucja Zgromadzenia Ogólnego ONZ nr 181 określiła, że wieś Bajt Dżibrin będzie znajdować się w arabskim państwie w Palestynie.
Podczas I wojny izraelsko-arabskiej w drugiej połowie maja 1948 wieś zajęły oddziały egipskie. Podczas operacji Jo’aw (15–22 października 1948) Bajt Dżibrin znalazło się pod izraelskim ostrzałem artyleryjskim. Z tego powodu, 19 października większość mieszkańców uciekła z bombardowanej wsi. W nocy z 23 na 24 października tutejszy były posterunek brytyjskiej policji zajęli izraelscy żołnierze. W wyniku tej akcji pozostali mieszkańcy w panice uciekli. Opuszczona wieś została zajęta 27 października. Uchodźcy z Bajt Dżibrin schronili się w obozach uchodźców Muchajjam al-Azza k. Betlejem i Muchajjam al-Fawwar w Hebronie.

## Miejsce obecnie
Na gruntach należących do Bajt Dżibrin powstał w 1949 kibuc Bet Guwrin.

Palestyński historyk Walid Chalidi tak opisał pozostałości Bajt Dżibrin:

Pozostał meczet, niezidentyfikowane sanktuarium i duża liczba domów. Wzniesiony z kamieni meczet ma płaski dach i całe sklepienie, wysokie okna po wszystkich stronach i łukowate drzwi. Niektóre z domów są zamieszkałe przez Żydów, podczas gdy inne są opuszczone. Jeden z piętrowych budynków z prostokątnymi drzwiami i oknami, został przekształcony w izraelską restaurację i kawiarnię na świeżym powietrzu, noszącą arabską nazwę al-Bustan.